# 開洪庫格 (亞利桑那州)
開洪庫格（英語：Kaihon Kug）是位於美國亞利桑那州皮馬縣的一個非建制地區。該地的面積和人口皆未知。

## 地理
開洪庫格的座標為32°00′58″N 112°04′46″W / 32.01611°N 112.07944°W，而該地的平均海拔高度為610米（即2001英尺）。